# Математический факультет Белградского университета
Математический факультет Белградского университета (серб. Математички факултет Универзитета у Београду) — один из 31 факультета Белградского университета, занимающийся подготовкой специалистов в области математики, информатики и вычислительной техники, а также астрономии. Отсчитывает свою историю с 20 декабря 1873 года, когда на естественно-математическом отделении философского факультета была основана кафедра математики. Этот день отныне отмечается в университете как День факультета математики (в Сербской академии наук и искусств празднования проходят на несколько дней раньше. Официально образован в 1995 году. Находится в корпусе по адресу: Белград, Студенческая площадь, дом 16.

## История
Обучение математике в Сербии началось в 1838 году после образования Белградского лицея (предшественника Белградского университета). В 1853 году было основано естественно-техническое отделение лицея, в течение 10 лет с 1863 по 1873 годы математика изучалась на техническом факультете Высшей школы Белграда. 20 декабря 1873 года была образована кафедра математики на естественно-математическом отделении философского факультета Высшей школы. Ныне эта дата ежегодно отмечается как «День Математического факультета».
В межвоенные годы лекции на естественно-математическом отделении (также известном как «математический институт») иногда читали эмигранты из России: среди них выделяется А. Д. Билимович, долгое время возглавлявший естественно-математическое (физико-математическое) отделение философского факультета. Также часть преподавательского состава составляли ученики французской математической школы во главе с Тадией Пейовичем.
В 1947 году естественно-математическое отделение было преобразовано в отдельный естественно-математический факультет.
Во время существования СФРЮ студенты не раз отправлялись на стажировку за границу, в том числе и в МГУ на механико-математический факультет. В 1990 году после реорганизации естественно-математического факультета отделение математики расширило свою организационную самостоятельность, а в 1995 году математический факультет стал отдельным факультетом Белградского университета.

## Структура
Обучение ведётся по одной из трёх специальностей — «Математика», «Информатика» и «Астрономия и астрофизика». Срок обучения по программе бакалавриата составляет 4 года. Выпускники бакалавриата могут затем продолжить обучение в магистратуре (один год), а затем и в аспирантуре (3 года). В состав математического факультета входят следующие кафедры:
- Кафедра алгебры и математической логики
- Кафедра астрономии[серб.][10]
- Кафедра теории вероятности и математической статистики
- Кафедра геометрии
- Кафедра дифференциальных уравнений
- Кафедра информатики и вычислительной техники
- Кафедра комплексного анализа
- Кафедра механики
- Кафедра вычислительной математики и оптимизации
- Кафедра математического анализа
- Кафедра реального и функционального анализа
- Кафедра методики преподавания математики
- Кафедра топологии

У математического факультета есть свой вычислительный центр, обсерватория и собственная библиотека.

## Деканы
- Зоран Каделбург (1995—1998)
- Неда Бокан (1998—2001)
- Зоран Каделбург (2001—2002)
- Александар Липковский (2002—2004)[11]
- Владимир Янкович (и. о., 2004)

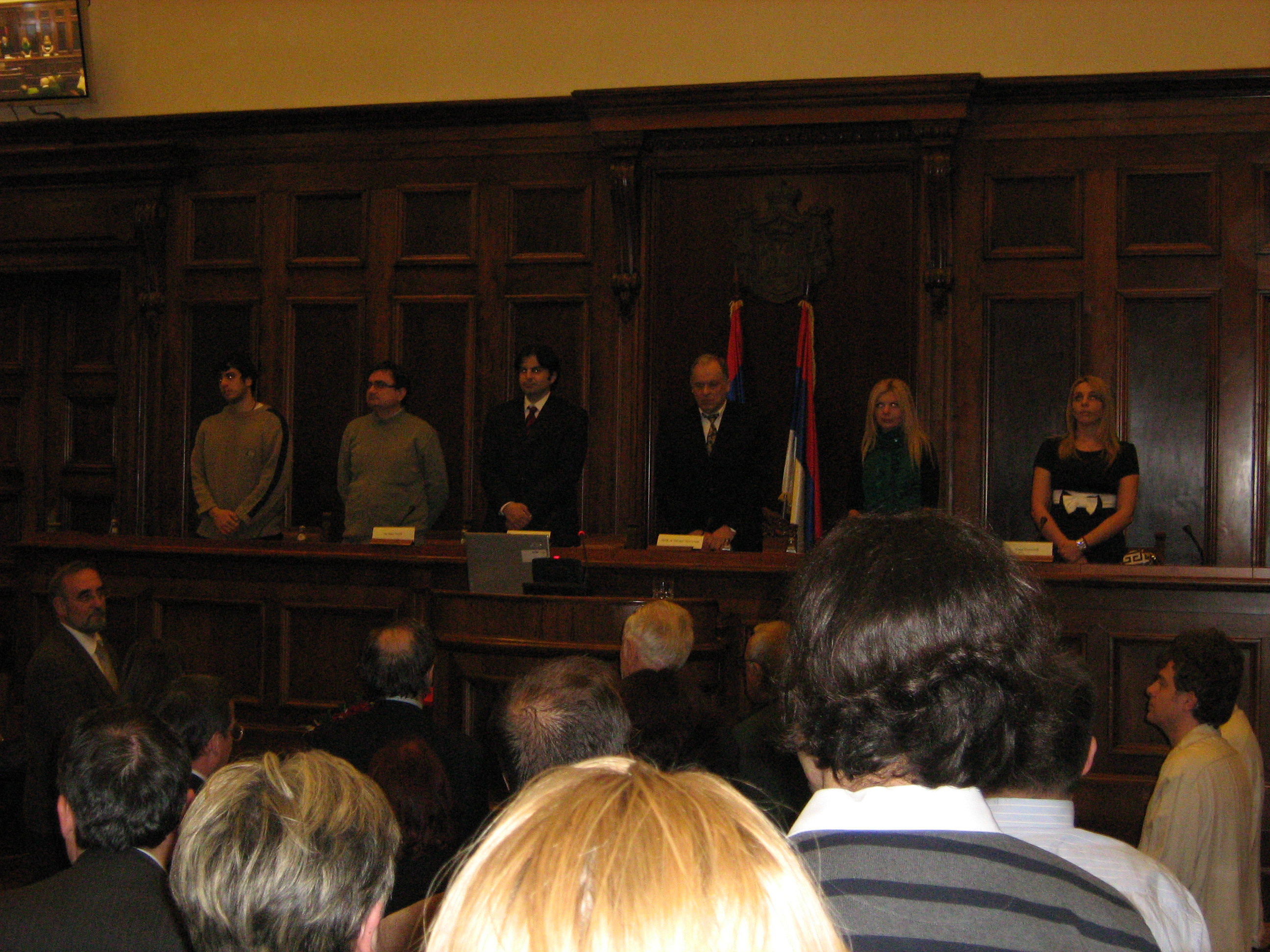
Руководство математического факультета отмечает день образования факультета, 2008 год

- Неда Бокан (2004—2007; и. о. с декабря 2006 по февраль 2007)
- Драголюб Кечкич (и. о. с февраля по ноябрь 2007)
- Миодраг Мателевич (2007—2014)
- Зоран Ракич (2014—н. в.)

## Студенты и выпускники
Математический факультет окончили более 6 тысяч человек, из них 700 магистров и около 400 докторов наук. Они позднее работали в различных вычислительных центрах, государственных службах и научно-исследовательских институтах, а также преподавали в школах и университетах. 10 выпускников математического факультета стали членами Сербской академии наук и искусств. Из известных выпускников выделяются доктор Милосав Марьянович, член Сербской академии наук и искусств; архимандрит Сербской православной церкви, епископ Черногорско-Приморской митрополии Кирилл; Борис Вуйчич, главный операционный директор банка «Хоум Кредит» в 2007—2010 годах.
Ежегодно студенты математического факультета участвуют в различных международных турнирах. В 2014 году команда студентов-программистов Белградского университета «BarFoo» (Лазарь Радосавлевич, Джордже Релич, Никола Цимбалевич и Даниэль Шаранович) прошла в финал престижного соревнования программистов Imagine Cup, проходившего в Сиэтле. BarFoo представила приложение «Sonochrome» для операционных систем Windows Phone 8 и Windows 8.1, которое преобразует цвет в звук и помогает слепым или дальтоникам различать цвета. В том же году по итогам 31-й Балканской математической олимпиады в болгарской Плевне сербские студенты математического факультета завоевали пять медалей: три золотых и две бронзовых.

## Известные преподаватели
В своё время на кафедре информатики и вычислительной техники читали свои лекции профессора Душан Тошич, Гордана Павлович-Лажетич, Душко Витас, Миодраг Живкович, Ненад Митич, Предраг Яничич, Владимир Филипович, Филип Марич, Мирослав Марич и Саша Малков. Первым руководителем кафедры, образованной в 1987 году, стал профессор Неделько Парезанович.
Из известных преподавателей кафедры астрономии выделяются её заведующий Деян Урошевич (главный редактор научного журнала «Serbian Astronomic Journal»), а также профессора Милан Неделькович, Джордже Станоевич, Милутин Миланкович, Воислав Мишкович и многие другие.